# Antoniówka (powiat zamojski)
Antoniówka – wieś w Polsce położona w województwie lubelskim, w powiecie zamojskim, w gminie Komarów-Osada.
| SIMC    | Nazwa            | Rodzaj    |
| ------- | ---------------- | --------- |
| 0890560 | Nowa Antoniówka  | część wsi |
| 0890577 | Stara Antoniówka | część wsi |

W latach 1954–1961 wieś należała i była siedzibą władz gromady Antoniówka, po jej zniesieniu w gromadzie Komarów-Osada. W latach 1975–1998 miejscowość należała administracyjnie do województwa zamojskiego.
Wieś jest sołectwem w gminie Komarów-Osada. Według Narodowego Spisu Powszechnego z roku 2011 wieś liczyła 280 mieszkańców.
Wierni Kościoła rzymskokatolickiego należą do parafii Trójcy Przenajświętszej w Komarowie-Osadzie.